# Bacanius borbonicus
Bacanius borbonicus är en skalbaggsart som beskrevs av Yves Gomy 1970. Bacanius borbonicus ingår i släktet Bacanius och familjen stumpbaggar. Inga underarter finns listade i Catalogue of Life.